# Planisphère de Domingos Teixeira

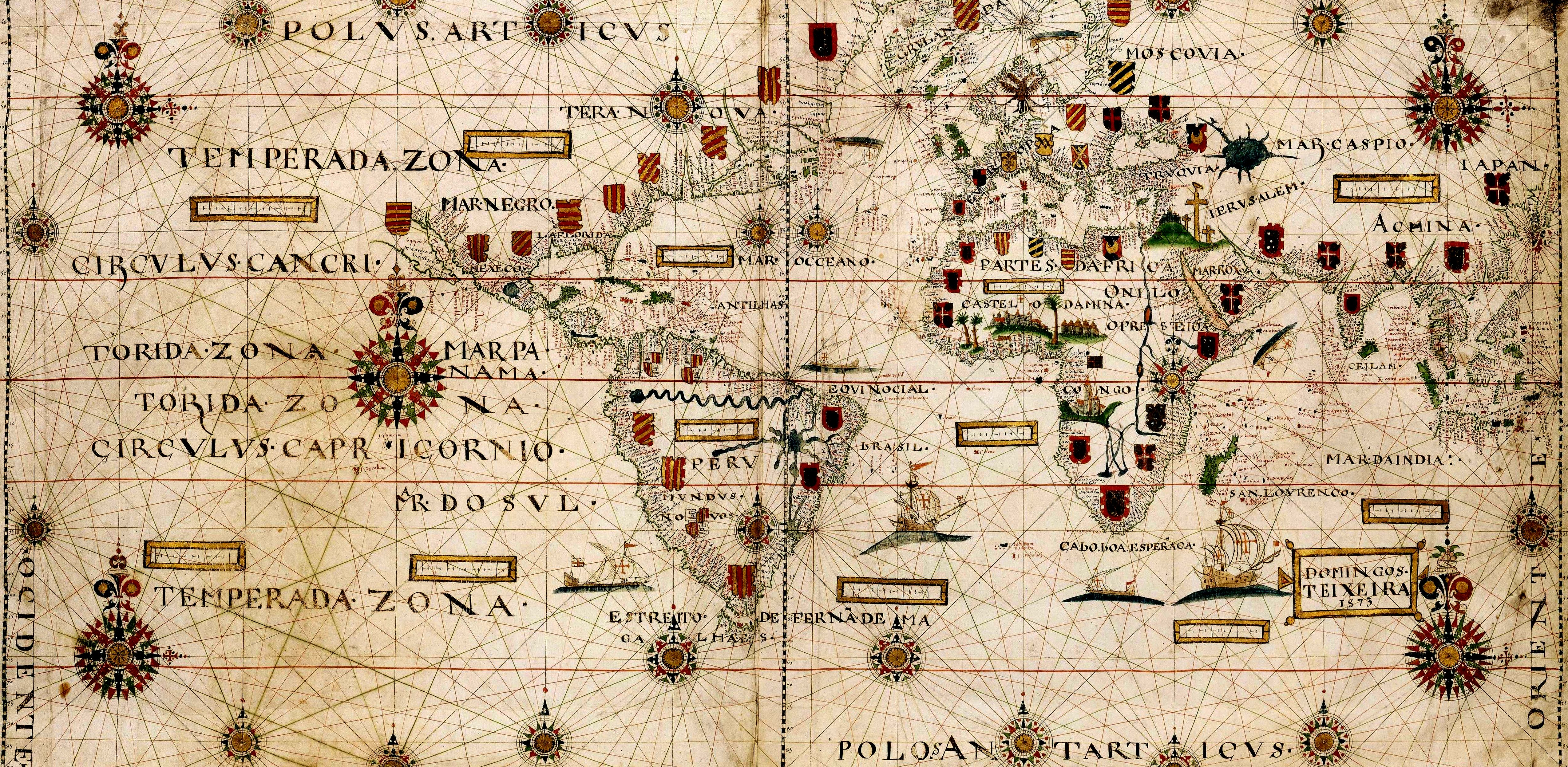
Planisphère de Domingos Teixeira (1573).

Le planisphère de Domingos Teixeira est une mappemonde réalisée par le cartographe portugais en 1573. Elle a été peinte à la main sur un morceau de parchemin. Elle est conservée à la Bibliothèque nationale de France.

## Domingos Teixeira
Domingos Teixeira était le fils de Pêro Fernandes, le frère de Luís Teixeira. Il a travaillé dans la seconde moitié du XVIe siècle. On connaît peu de chose de sa vie. En 1565, le Livre des lancements (Livro de Lançamentos) de la commune de Lisbonne le cite en 1565 comme faisant des cartes marines. Il a réalisé quelques cartes avec son frère Luís.

## Description
C'est l'une des premières cartes du monde complète, montrant les routes des épices, tant la route portugaise de Vasco de Gama que celle de Ferdinand Magellan (elle montre les terres magalânica dont le tour n'a pas encore été fait par Ramírez de Arellano, qui l'a nommé île Xativa).
La carte montre le méridien de Tordesillas, du côté de l'Amérique (Brésil), montrant, à  droite, ce qui devrait rester l'hémisphère du Portugal.